# 王祯农书

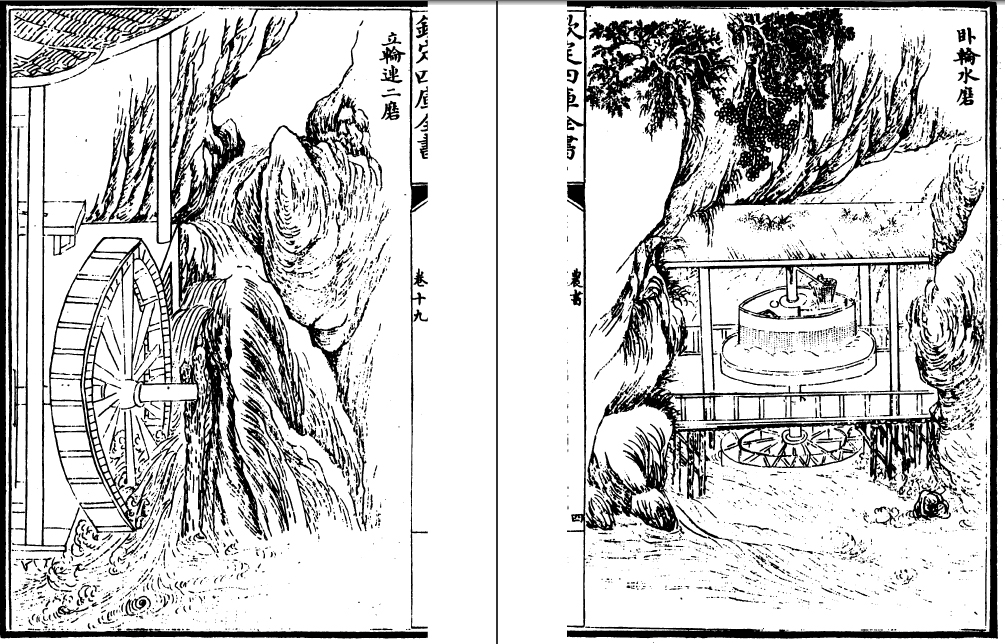
农书卷十九水磨图

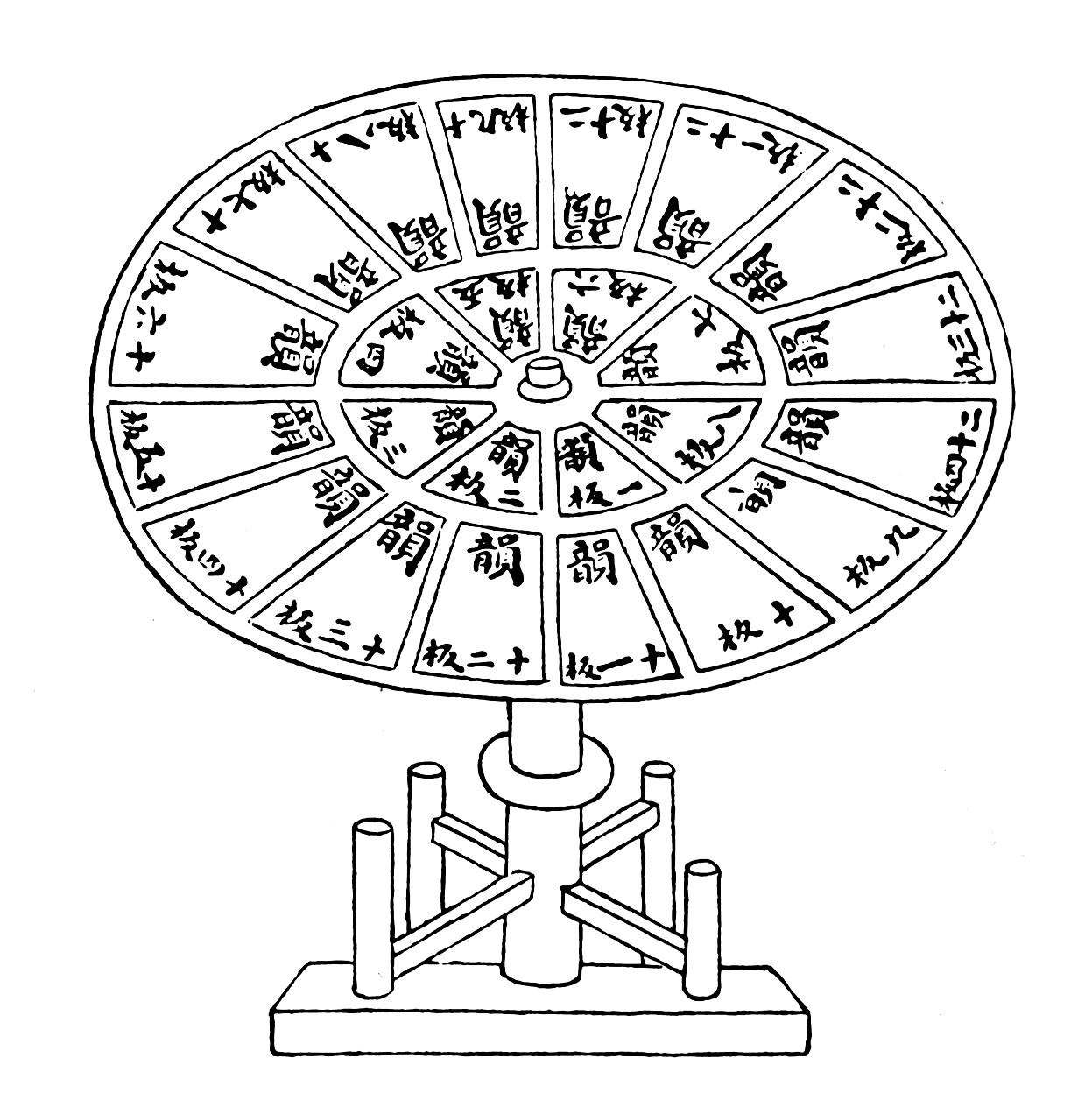
元朝王禎著作《王祯农书》裡所繪的印刷活字盤。

《王禎農書》，又稱《農書》，是元朝時期王祯所寫的一部農學著作。共有二十二卷、二七零目、約十三萬六千字，二八一幅插圖。在四庫全書中為子部農家類。
全書分成三部分。
第一部分卷一至卷六「農桑通訣」講述農桑歷史、耕垦、播种、粪壤、灌溉、收获、种植、畜养、蚕丝。
第二部分卷七至卷十「百谷譜」描述水稻、大麥、蔬果、竹木的栽培方法。
第三部分卷十一至卷二十二「農器圖譜」介紹農業機械、工具的構造與製造方法，如扇車、耬車。
透過《王禎農書》，現代歷史學家得以復原許多失傳的古代機械，俱有極高的研究價值。